# Phlogacanthus thyrsiflorus
Phlogacanthus thyrsiflorus är en akantusväxtart som beskrevs av Christian Gottfried Daniel Nees von Esenbeck. Phlogacanthus thyrsiflorus ingår i släktet Phlogacanthus och familjen akantusväxter. Inga underarter finns listade i Catalogue of Life.